# South African Open 1974
Il South African Open 1974 è stato un torneo di tennis giocato sul cemento. È stata la 1ª edizione del torneo, che fa parte del Commercial Union Assurance Grand Prix 1974 e del Women's International Grand Prix 1974. Il torneo si è giocato 14 al 26 novembre 1974 a Johannesburg in Sudafrica.

## Campioni

### Singolare maschile
Jimmy Connors ha battuto in finale  Arthur Ashe con il punteggio di 7–6, 6–3, 6–1

### Doppio maschile
Bob Hewitt /  Frew Donald McMillan hanno battuto in finale  Tom Okker /  Marty Riessen con il punteggio di 7–6, 6–4, 6–3

### Singolare femminile
Kerry Melville Reid ha battuto in finale  Dianne Fromholtz Balestrat con il punteggio di 6–3 7–5

### Doppio femminile
Ilana Kloss /  Kerry Melville Reid hanno battuto in finale  Margaret Smith-Court /  Dianne Fromholtz Balestrat con il punteggio di 6–3 7–5

### Doppio misto
Margaret Smith-Court /  Marty Riessen hanno battuto in finale  Jürgen Fassbender /  Ilana Kloss con il punteggio di 6–0 6–2